# Terre-de-Bancalié
Terre-de-Bancalié (okzitanisch Tèrra de Bancaliá) ist eine französische Gemeinde mit 1.728 Einwohnern (Stand: 1. Januar 2022) im Département Tarn in der Region Okzitanien. Sie gehört zum Arrondissement Albi und zum Kanton Le Haut Dadou.
Sie entstand als Commune nouvelle mit Wirkung vom 1. Januar 2019 durch die Zusammenlegung der bisherigen Gemeinden Roumégoux, Ronel, Saint-Antonin-de-Lacalm, Saint-Lieux-Lafenasse, Terre-Clapier und Le Travet, die in der neuen Gemeinde den Status einer Commune déléguée haben. Der Verwaltungssitz befindet sich im Ort Roumégoux.

## Gliederung
| Ortsteil                      | ehemaliger INSEE-Code | Fläche (km²) | Einwohnerzahl zum 1. Januar 2022 |
| ----------------------------- | --------------------- | ------------ | -------------------------------- |
| Roumégoux (Verwaltungssitz)00 | 81233                 | 13,43        | 248                              |
| Ronel                         | 81226                 | 09,89        | 367                              |
| Saint-Antonin-de-Lacalm       | 81241                 | 28,09        | 284                              |
| Saint-Lieux-Lafenasse         | 81260                 | 12,19        | 445                              |
| Terre-Clapier                 | 81296                 | 12,10        | 252                              |
| Le Travet                     | 81301                 | 08,44        | 132                              |

## Geographie
Die Gemeinde liegt rund 15 Kilometer südöstlich von Albi in einer wasserreichen Gegend. An der östlichen und südlichen Gemeindegrenze verläuft der Fluss Dadou mit dem Stausee Retenue des Rasisse, an der westlichen Grenze sein Zufluss Assou und im Zentrum der Lézert mit dem Stausee Retenue de la Bancalié. Ganz im Süden mündet der Aze in den Dadou.
Nachbargemeinden sind: Villefranche-d’Albigeois im Nordosten, Teillet und Mont-Roc im Osten, Arifat im Südosten, Montredon-Labessonnié im Süden, Vénès und Réalmont im Südwesten, Lombers und Dénat im Westen sowie Mouzieys-Teulet im Nordwesten.